# مايك لونش
مايك لونش (بالإنجليزية: Mike Lynch)‏ هو لاعب كرة قاعدة أمريكي، ولد في 10 سبتمبر 1875 في سانت بول في الولايات المتحدة، وتوفي في 1 أبريل 1947 في جينينغز لودج في الولايات المتحدة.